# Royal Manchester Institution

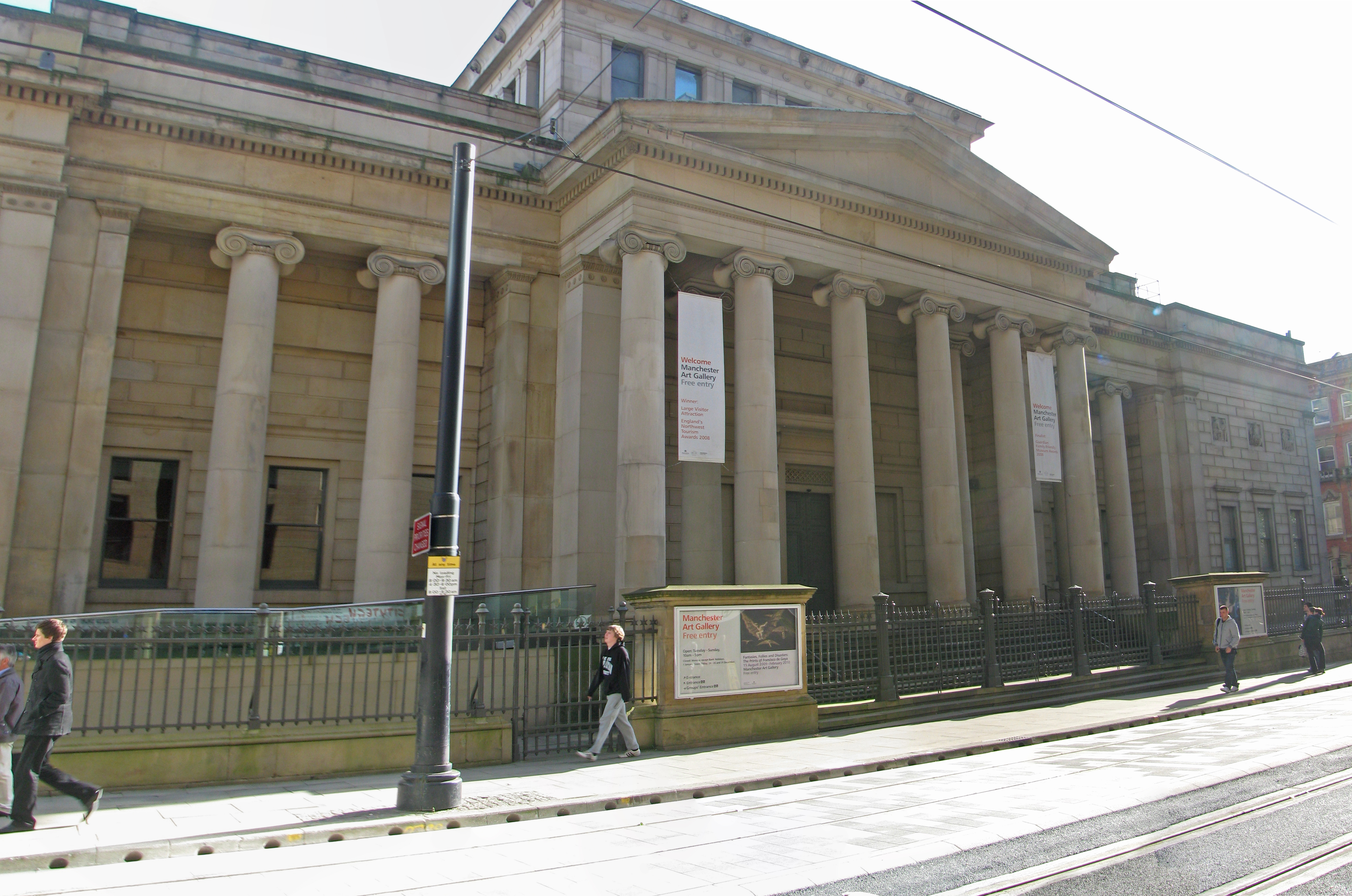
La sede de la RMI construida por Charles Barry es ahora la Manchester Art Gallery

La Royal Manchester Institution (RMI) (castellanizado como: Real Sociedad de Mánchester) fue una sociedad científica inglesa fundada el 1 de octubre de 1823 en una reunión pública celebrada en la Sala de Intercambio por los comerciantes de Mánchester, artistas locales y otros interesados para disipar la imagen de Mánchester como una ciudad carente de cultura y sabor.
La RMI se alojó en un edificio de Mosley Street diseñado por Charles Barry en 1824. La construcción del edificio comenzó en 1825 y terminó en 1835 por un coste de 30.000 libras esterlinas. Siendo un edificio clasificado de primer grado, es el único edificio público en estilo neoclásico. La Institución realizó exposiciones de arte, recogió obras de arte y promovió las artes en general, desde la década de 1820 hasta 1882, cuando el edificio y sus colecciones fueron transferidas por la Ley del Parlamento a Manchester Corporation, convirtiéndose en Manchester Art Gallery.
En el sótano un laboratorio fue instalado por Lyon Playfair que trabajaba allí brevemente como profesor de química después de que dejara la Thomson's Clitheroe. Fue sucedido por Frederick Calvert Crace que hizo fenol que fue utilizado por Joseph Lister como antiséptico.
La primera escuela de diseño en Mánchester fue acomodada en el edificio de 1838. En la década de 1880 se trasladó a los locales en Cavendish Street, Chorlton en Medlock, que todavía ocupa en el marco de la Universidad Metropolitana de Mánchester.